# تعطیلات وحشت‌زا

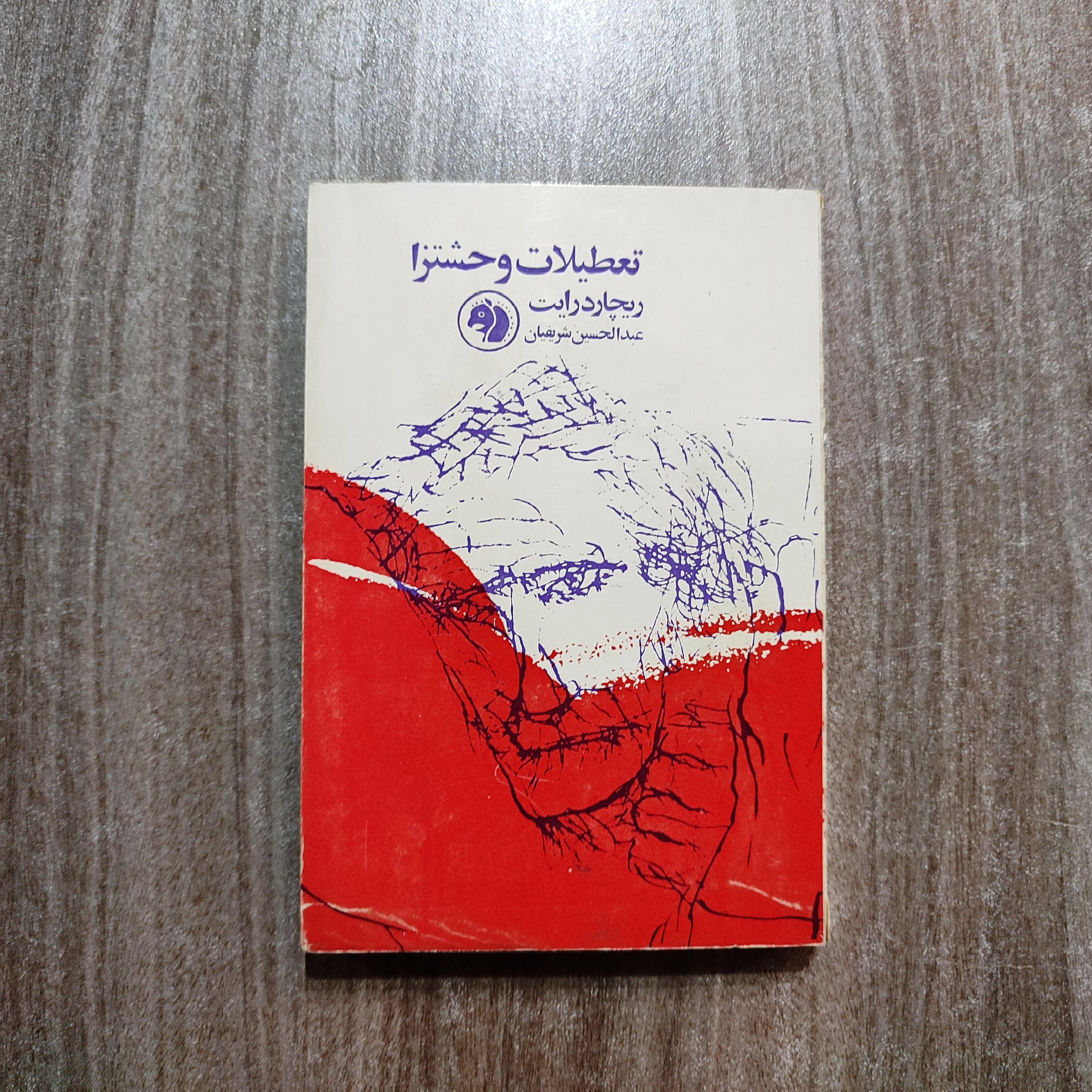

تعطیلات وحشت‌زا (به انگلیسی: Savage Holiday) نام یک کتاب ادبی است که توسط ریچارد رایت، نویسندهٔ اهل ایالات متحده آمریکا نوشته شده‌است. این کتاب یکی از آثار مشهور ادبی جهان است.